# Leptocereus quadricostatus
Leptocereus quadricostatus är en kaktusväxtart som först beskrevs av Domingo Bello y Espinosa, och fick sitt nu gällande namn av Nathaniel Lord Britton och Joseph Nelson Rose. Leptocereus quadricostatus ingår i släktet Leptocereus och familjen kaktusväxter. IUCN kategoriserar arten globalt som akut hotad. Inga underarter finns listade i Catalogue of Life.